# Hypolimnas antilope
Hypolimnas antilope är en fjärilsart som beskrevs av Pieter Cramer 1779. Hypolimnas antilope ingår i släktet Hypolimnas och familjen praktfjärilar. Inga underarter finns listade i Catalogue of Life.

## Bildgalleri

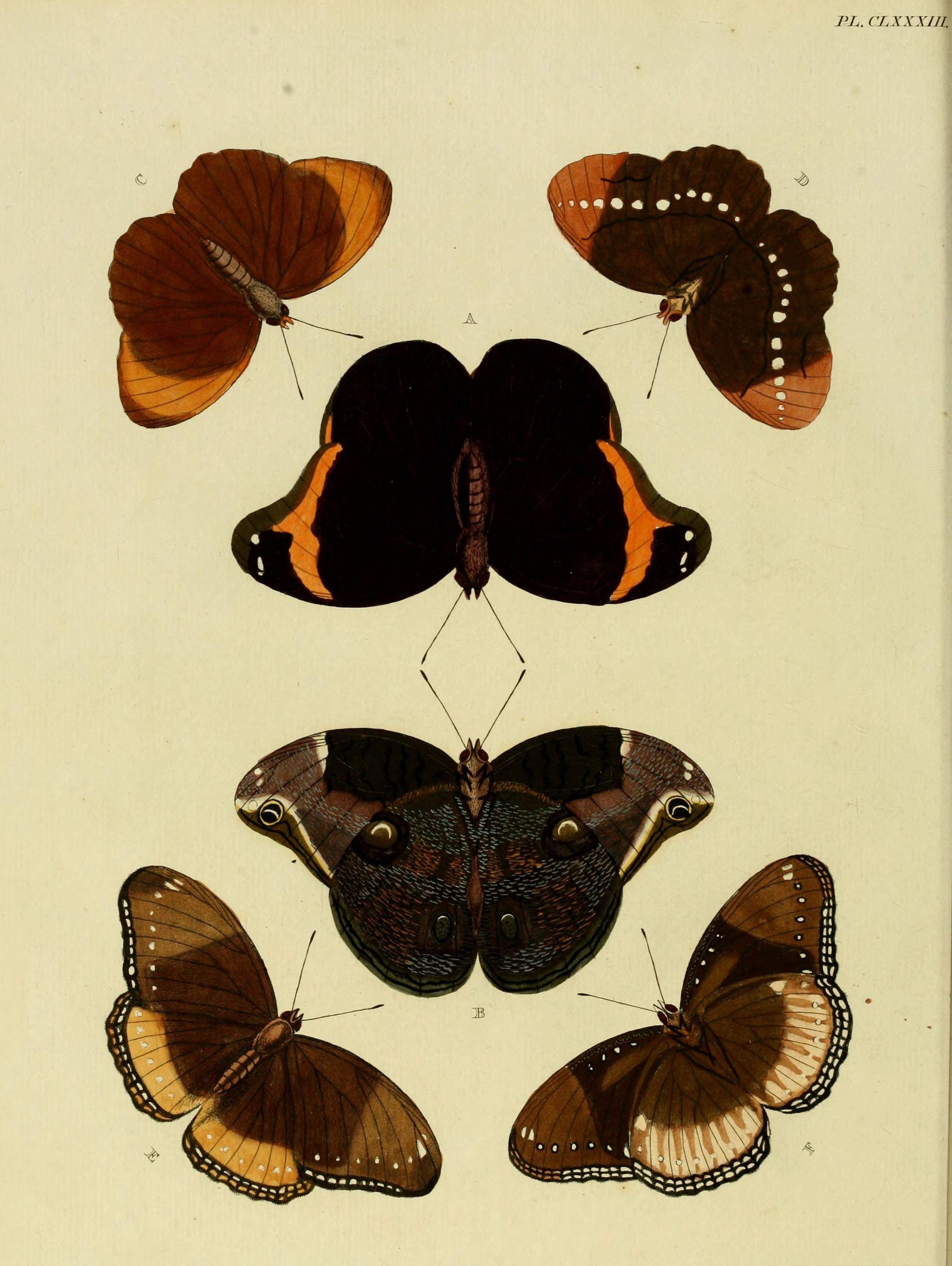
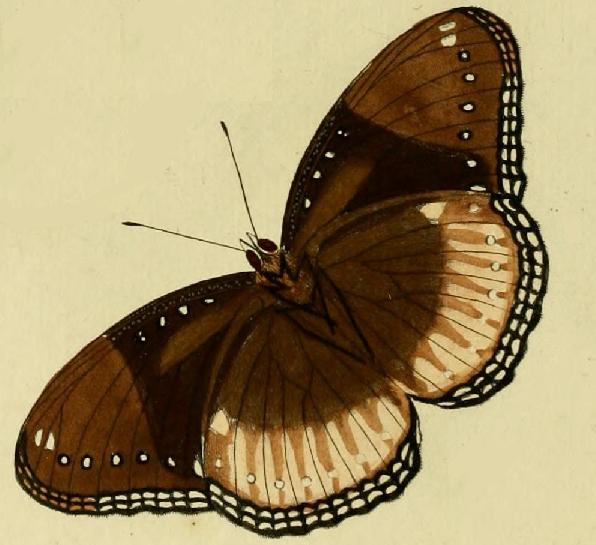